# Olías del Rey
Olías del Rey es un municipio y localidad española de la provincia de Toledo, en la comunidad autónoma de Castilla-La Mancha. El término municipal tiene una población de 8947 habitantes (INE 2024).

## Toponimia
Según Asín Palacios, el término "Olías" se deriva del árabe uliyya, 'altura', que estaría acorde con el emplazamiento del municipio en un lugar elevado. Otros estudiosos, como Benito Ruano, apuntan su origen a partir del término latino oliva u olea que sufriría una ligera adaptación al árabe o mozárabe, lo que también estaría en concordancia con el cultivo del olivo desde la antigüedad y que en la actualidad sigue predominando en la zona. Para García Sánchez es más plausible la primera hipótesis, aunque para la segunda se podría argumentar que la palabra árabe uliyya procede de la latina oliva.
Respecto a "Rey", procede del latín REGE, con pérdida de la G y transformación de la segunda "e" en "y", y aparece a mediados del siglo XVIII cuando Felipe V concede el título de Villa. Antes se había denominado Olías la Mayor para distinguirse de la cercana Olías la Menor u Olihuelas. Esta última población, que terminó desapareciendo, actualmente se denomina dehesa del castillo de Higares y aunque se encuentra en su término municipal, pertenece a Mocejón.

## Geografía
El diccionario geográfico-estadístico de Madoz, de 1840, definía el municipio como situado «sobre 2 cerros y 1 valle». Pertenece a la comarca de La Sagra y linda con los términos municipales de Yunclillos y Cabañas de la Sagra al norte, Magán y Mocejón al este, Toledo al sur y Bargas al oeste. Como único accidente hidrográfico se encuentra el arroyo de Juan Lobar, afluente del Tajo, que nace al sur.

## Historia
Los restos arqueológicos más antiguos encontrados en su término son del Paleolítico Superior y los de "Olihuelas", donde hay restos de un asentamiento romano.

### Edad Media
La abundancia de topónimios, documentos y la referencia expresa de una mezquita y del propio nombre de Olías, nos dan la pauta para deducir la presencia musulmana y mozárabe en este pueblo, siendo uno de los lugares más mencionados en los documentos mozárabes de Toledo. Aparece por primera vez en un documento de venta en el año 1146. Del poblado árabe hay constancia por un documento fechado en 1169, en el que nos descubre la existencia de la mezquita, de la que aún hoy encontramos una parte en la fachada trasera de la iglesia de San Pedro Apóstol.
Se debió tomar antes de 1085, fecha en que capitula Toledo, y fue después de la conquista de Toledo cuando se repuebla el territorio de Olías por caballeros toledanos de origen mozárabe que convivieron con cristianos viejos. Numerosos nombres de sus moradores antiguos y mozárabes nos demuestran también su existencia anterior y posterior a la fecha de la caída de Toledo, Así se citan nombre como: el octavo Abenalá, Abenbahlul, Abenbadach, Abdeselam, Abemoxquiq, Abensocala, Juanes Ben Floret, etc. Vocablos árabes y arabizados que se mezclan con otros cristianos como Gascó, Valduerme, Cabañuelas, Val Santiago, Castellanos, de los pobladores.
En el siglo XII era alquería de la Sagra y es mencionada como tal en un documento de 1146. No adquirió cierta importancia hasta el periodo en que se asentó La Corte de las Españas en la Ciudad Imperial de Toledo, ya que dada su proximidad a la capital, esta villa constituía la sede de algunos nobles que edificaron en esta sus casas solariegas.
El 18 de enero de 1458 el rey Enrique IV concede a los vecinos de Olías la franquicia, "No pudiendo obligarles a dar nada contra su voluntad"[cita requerida]. Este hecho y la abundancia de agua a su paso del Camino Real de Toledo, contribuyeron a su posterior desarrollo. Era lugar de parada, hospedaje, descanso y última etapa para llegar a la ciudad de Toledo.

### Edad Moderna
En 1502, encontramos en este lugar a Felipe el Hermoso y a su esposa Juana[cita requerida]. El 17 de agosto de 1521, en las cercanías de Olías del Rey tuvo lugar la batalla más importante del “cerco de Toledo” durante la Guerra de las Comunidades de Castilla, con un saldo de unos 400 muertos y la victoria de las tropas imperiales, en el transcurso de la cual resultó herido en el rostro el joven poeta Garcilaso de la Vega, que contaba veinte años. Este fue el inicio de la carrera militar del poeta que lo conducirá por las fronteras del imperio hasta su muerte en Le Muy (Francia), en una dicotomía entre su obligación de soldado y su vocación literaria que le llevó a escribir el famoso terceto premonitorio: " Ejercitando, por mi mal tu oficio/soy reducido a términos que muerte/serámi postrero beneficio".
En 1576 conocemos la existencia de varios mayorazgos vinculados a los Gómez Silva y Luna. También existe en esta fecha un alcalde de la Santa Hermandad y un cuadrillero. De nuevo en esta centuria y en su último tercio encontramos tres ventas en el Camino Real, propiedad de los vecinos de Olías. En 1565 fue depositado en su iglesia el cuerpo de San Eugenio, en su camino hacia Toledo. Eran portadores Felipe II y los príncipes Carlos, Rodolfo y Alberto, los dos últimos, hijos de Maximiliano.[cita requerida]
En 1744 Felipe V reconoce y da el título de villazgo a Olías denominándola Olías del Rey. El reconocimiento de villa lo concedió, entre otras cuestiones, por su lealtad en la guerra. Por este motivo el escudo de Olías del Rey lleva la F V.
El 27 de junio de 1776 se celebró en Olías del Rey la boda del infante Luis Antonio de Borbón y Farnesio con María Teresa de Vallabriga, alojándose en el Palacio de los Duques de Alba, donde se encuentra el actual ayuntamiento.

### Edad Contemporánea
A mediados del siglo XIX tenía 132 casas y el presupuesto municipal ascendía a 28 137 reales de los cuales 3300 eran para pagar al secretario.
Durante la Guerra Civil la ciudad permaneció en el bando republicano y se cambió su nombre por el de «Olías del Teniente Castillo».

## Demografía
Cuenta con una población de 8947 habitantes (INE 2024).
| Gráfica de evolución demográfica de Olías del Rey entre 1842 y 2021                                                                                                 |
| |
| Población de derecho según los censos de población del INE Población de hecho según los censos de población del INEEn estos censos se denominaba Olías: 1842 y 1857 |

El mantenimiento en poco más de los 1000 habitantes desde 1900, sufre un crecimiento significativo a partir de los años 80. En la siguiente tabla, donde se muestra la evolución del número de habitantes entre 1996 y 2006 según datos del INE, se aprecia el constante aumento de los últimos años.
| 4205                      | 4125 | 4178 | 4287 | 4449 | 4598 | 4939 | 5146 | 5600 | 5691 |
| (Fuente: INE [Consultar]) |      |      |      |      |      |      |      |      |      |

NOTA: La cifra de 1996 está referida a 1 de mayo y el resto a 1 de enero.

## Economía
Históricamente ha sido una población fundamentalmente agrícola. Durante el siglo XIX se producían «cereales con abundancia, aceite, vino y ciruelas exquisitas», manteniéndose así mismo ganado lanar.
En la actualidad el sector predominante es el de servicios con un 73,9 % del total de empresas que operan en el municipio, seguido por los de la construcción con un 12,7 %, la industria con un 12,1 % y finalmente la agricultura con un 1,3 %.

## Símbolos
Escudo de un solo cuartel: de azur, la faja de plata, bajada, acompañado en lo alto de un creciente ranversado de plata y, en punta el anagrama "F.V." en letras de plata. Al timbre, corona real cerrada.
El escudo de Olías del Rey fue encargado en 1981 por el Ayuntamiento a los heraldistas e historiadores José Luis Ruz Márquez y Buenaventura Leblic García, quienes justificaron la armería basándose en que debe Olías su origen a los árabes y su condición de villa al rey Felipe V, y en que se halla en el camino real de Toledo. Escudo e informe obtuvieron la aprobación de la Real Academia de la Historia en sesión de 24 de junio de 1982.

## Administración y política

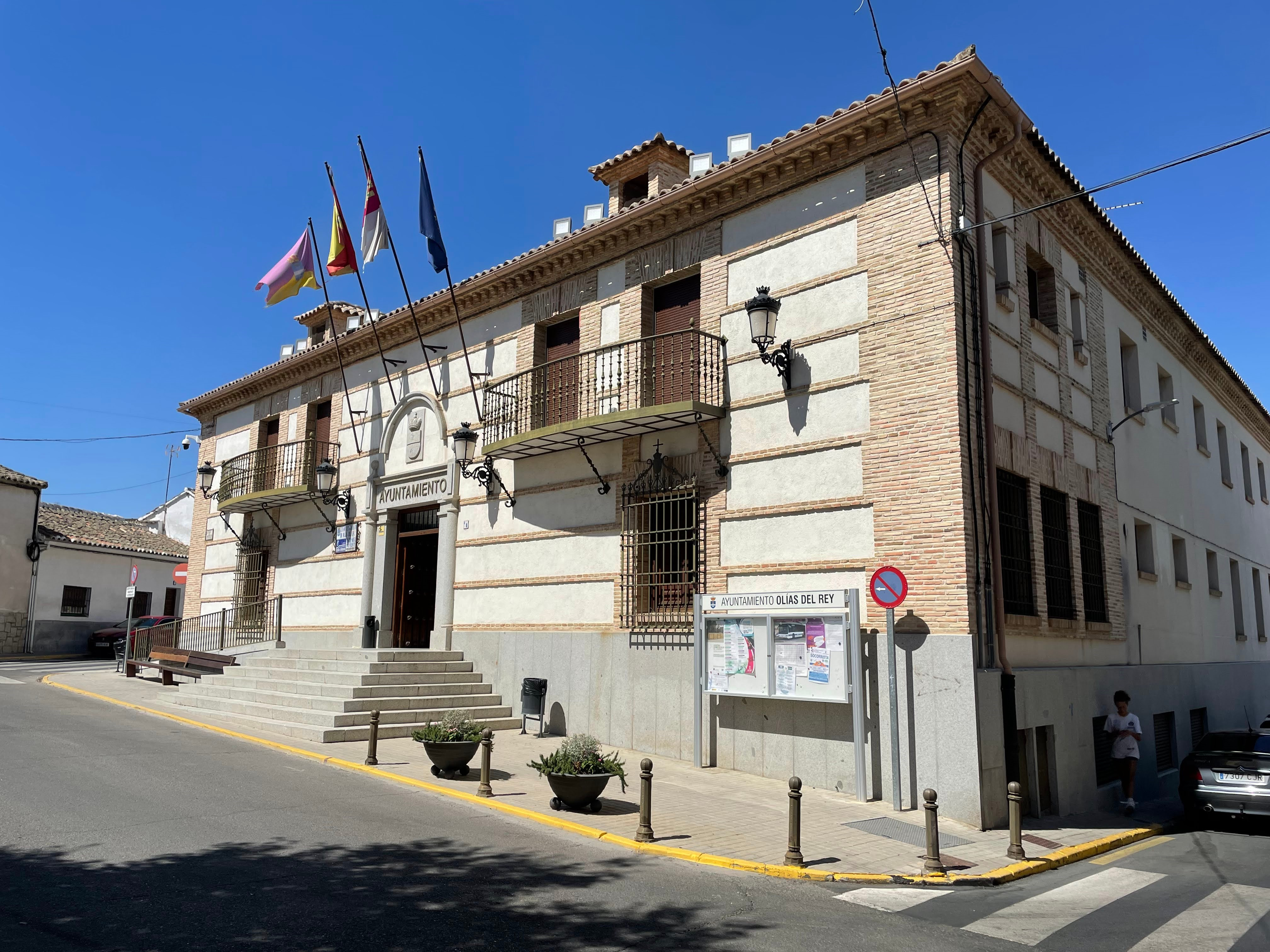
Ayuntamiento de Olias del Rey

| Periodo   | Nombre                         | Partido       |
| --------- | ------------------------------ | ------------- |
| 1979-1983 | José María Manzanares Martín   | UCD           |
| 1983-1987 | José María Manzanares Martín   | Independiente |
| 1987-1991 | José María Manzanares Martín   | CDS           |
| 1991-1995 | Félix Tordesillas Ballesteros  | PSOE          |
| 1995-1999 | Juan José Trujillo Carmona     | PP            |
| 1999-2003 | Juan José Trujillo Carmona     | PP            |
| 2003-2007 | Luis Miguel Hernández Martínez | PSOE          |
| 2007-2011 | Luis Miguel Hernández Martínez | PSOE          |
| 2011-2015 | José Manuel Trigo Verao        | PP            |
| 2015-2019 | José Manuel Trigo Verao        | PP            |
| 2019-2023 | Mª del Rosario Navas Cabezas   | PSOE          |
| 2023-act. | Mª del Rosario Navas Cabezas   | PSOE          |

## Patrimonio

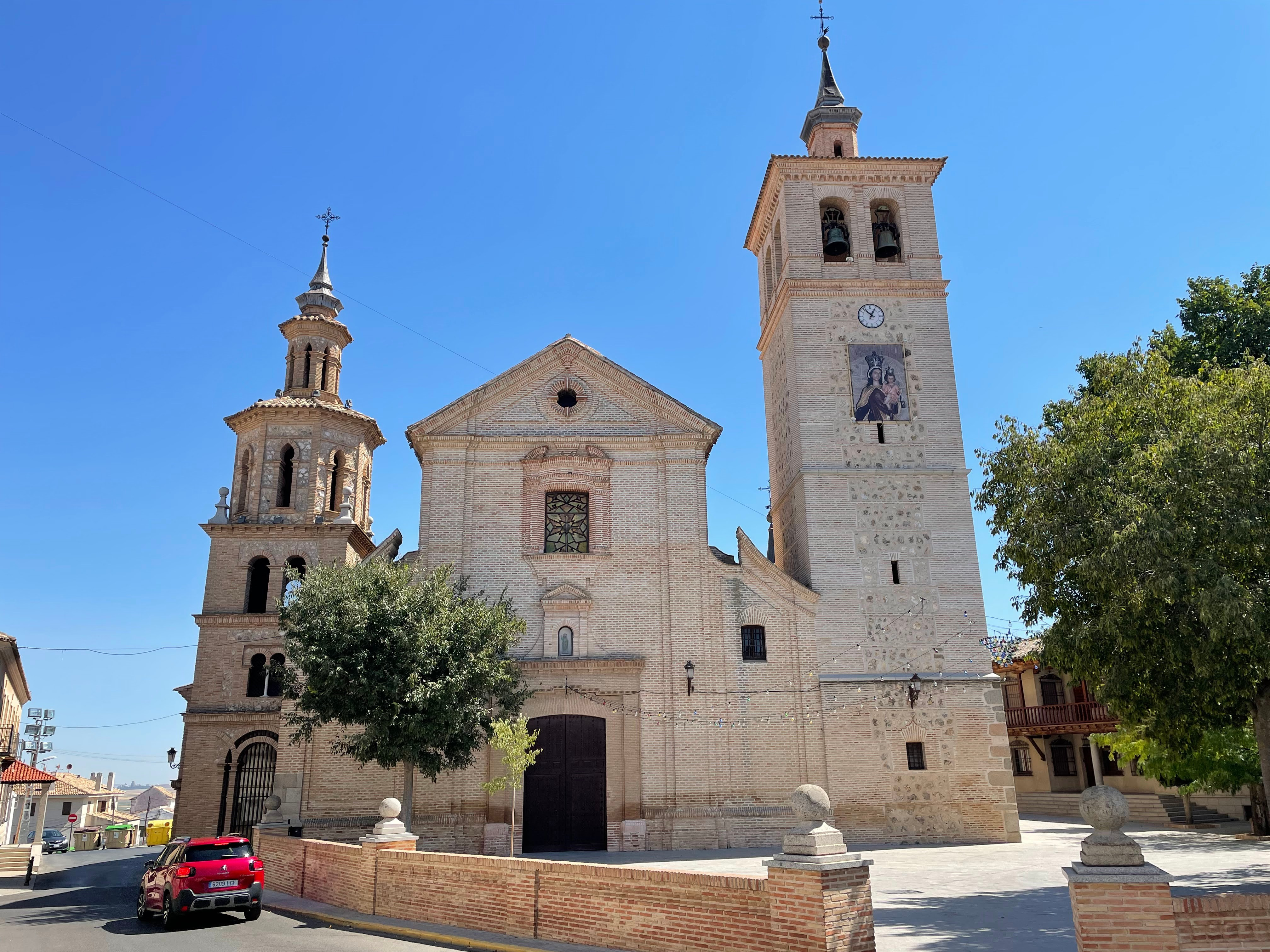
Iglesia de San Pedro Apóstol

- Ermita de Santa Bárbara: edificio constituido por una sola nave, ábside plano con arco triunfal de medio punto junto al acceso a los pies. Es de estilo popular y data del siglo XVIII. Está catalogada como Bien de Interés Cultural.Ermita de Santa Bárbara

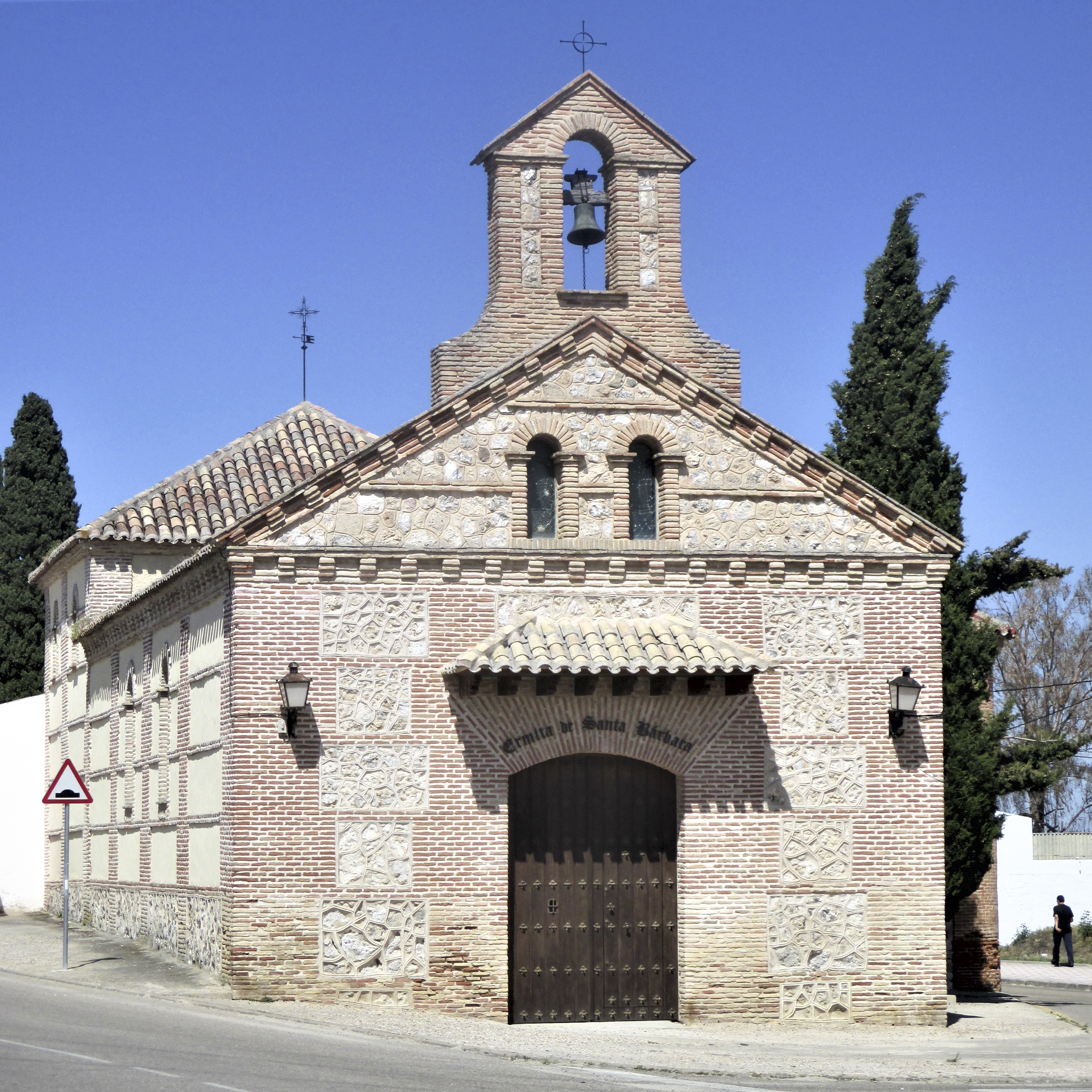
Ermita de Santa Bárbara

- Iglesia parroquial de San Pedro Apóstol: de estilo mudéjar-neoclásico-herreriano. Su construcción comenzó en el siglo XIV, prolongándose durante doscientos años. Entre sus diferentes reformas y ampliaciones destaca la llevada a cabo en los años 1624 y 1662. La última reforma se realizó durante los años 1973 y 2000, donde se descubrieron partes originales que estaban cubiertas de yeso y escayola, y se realizaron diversas capillas y estancias.

## Fiestas
Primer fin de semana de octubre: fiestas patronales en honor a la Nuestra Señora del Rosario.